# Empidonax fulvifrons
Az Empidonax fulvifrons a madarak (Aves) osztályának a verébalakúak (Passeriformes) rendjébe és a királygébicsfélék (Tyrannidae) családjába tartozó faj.

## Rendszerezése
A fajt Joseph-Étienne Giraud francia természettudós írta le 1841-ben, a Muscicapa nembe Muscicapa fulvifrons néven.

## Alfajai
- Empidonax fulvifrons pygmaeus Coues, 1865
- Empidonax fulvifrons fulvifrons Giraud, 1841
- Empidonax fulvifrons rubicundus Cabanis & Heine, 1859
- Empidonax fulvifrons brodkorbi Phillips, AR, 1966
- Empidonax fulvifrons fusciceps Nelson, 1904
- Empidonax fulvifrons inexpectatus Griscom, 1932[2]

## Előfordulása
Az Amerikai Egyesült Államok déli részén és Mexikóban költ, telelni Guatemala, Honduras és Salvador területére vonul. A természetes élőhelye szubtrópusi és trópusi síkvidéki és hegyi esőerdők, száraz erdők, valamint cserjések.

## Megjelenése
Testhossza 11,5-13  centiméter, testtömege 8 gramm.

## Életmódja
Ízeltlábúakkal táplálkozik.

## Természetvédelmi helyzete
Az elterjedési területe rendkívül nagy, egyedszáma viszont csökkenő, de még nem éri el a kritikus szintet. A Természetvédelmi Világszövetség Vörös listáján nem fenyegetett fajként szerepel.